# Thijs Al
Thijs Al (Zaandam, 16 juni 1980) is een Nederlands voormalig wielrenner, mountainbiker en veldrijder. In 2004 eindigde hij als 25ste in de olympische mountainbikerace in Athene. Hij zette zijn profcarrière in 2014 stop nadat zijn contract bij Telenet-Fidea afliep. Hij werd vertegenwoordiger voor een fietskledingfabrikant. 

## Belangrijkste overwinningen

### MTB
| Seizoen | Wereldbeker | Kampioenschappen | Overige           | Totaal aantal zeges |
| ------- | ----------- | ---------------- | ----------------- | ------------------- |
| 2004    |             |                  | Egmond, Apeldoorn | 2                   |
| 2007    |             |                  | Benelux cup       | 1                   |
| 2008    |             | NK               |                   | 1                   |
| 2009    |             | NK               | Apeldoorn         | 2                   |

### Cross
| Seizoen   | Wereldbeker | WK  | NK | Overige                    | Totaal aantal zeges |
| --------- | ----------- | --- | -- | -------------------------- | ------------------- |
| 2005-2006 |             | 20e | 5e |                            | 0                   |
| 2006-2007 |             | 10e |    |                            | 0                   |
| 2007-2008 |             | 44e | ↑  |                            | 0                   |
| 2008-2009 | Zolder      | 12e | ↑  | Hardwijk, Antwerpen, Heuts | 4                   |
| 2009-2010 |             | 32e | ↑  |                            | 0                   |
| 2010-2011 |             | ND  | 5e |                            | 0                   |
| 2011-2012 |             | ND  | 5e | South Shields              | 1                   |
| 2012-2013 |             | ND  | 5e |                            | 0                   |
| 2013-2014 |             | 26e | 4e | Peking, Yanqing            | 2                   |

### Weg
2004
- Eindklassement OZ Wielerweekend

2009
- Ronde van Limburg

Wielerploegen van Thijs Al
Al ·
van Dooren ·
Hiemstra ·
Kemna ·
van der Kooij ·
Löwik ·
Reinerink ·
Schmitz ·
Sweet ·
van Velzen · 
van der Ven ·
Voskamp ·
Vries
Adams · Al · Grand · Jouffroy · Meeusen · R.Peeters · D.Peeters · van Empel · van Kessel · Vandekinderen · B.Wellens
Adams · Aerts · Al · Jouffroy · Meeusen · R.Peeters · Soete · Van Aert · van Kessel · Vandekinderen · B.Wellens
Aerts · Al · Boets · Cleppe · Hermans · Meeusen · Soete · Van Aert · van Amerongen · van Kessel · Vandekinderen · B.Wellens